# Seawolf (U-Boot, 1957)
Die Seawolf, Navy-Bezeichnung „USS Seawolf (SSN-575)“, war das zweite Atom-U-Boot der United States Navy. Sie wurde 1957 als Plattform für einen flüssigmetallgekühlten Reaktor in Dienst gestellt und verbrachte die erste Hälfte ihrer Dienstzeit hauptsächlich mit Übungen und Erprobungsfahrten. Später wurde sie für die Durchführung von Spezialoperationen umgerüstet. 1987 wurde die Seawolf außer Dienst gestellt und 1997 zerlegt.
Wie in den 1950er Jahren üblich, wurde das U-Boot nach einem Meeresbewohner benannt, dem Anarhichas lupus (englisch Seawolf) aus der Familie der Seewölfe.

## Technik

### Rumpf
Die Seawolf war 102,9 Meter lang und 8,4 Meter breit, sie verdrängte getaucht rund 4280 ts. Ihr Rumpf war stark an den Entwurf der Nautilus angelehnt, des ersten Atom-U-Bootes der Navy. Sie entsprach damit noch nicht der hydrodynamisch optimierten, einem Tropfen ähnelnden Rumpfform, die mit der Albacore eingeführt wurde. Stattdessen war der Rumpf im Aussehen noch den Weltkriegs-Booten ähnlich, mit einem zerstörerähnlichen V-Rumpf und einem echten Deck. Äußerlich ist der größte Unterschied zur Nautilus – abgesehen von der Verlängerung um rund fünf Meter – der Turm, der hier größer und abgestuft geformt ist. Die Tiefenruder waren anklappbar am Bug angebracht.
Nach der Ausrüstung zum U-Boot für Spezialoperationen erhielt der Rumpf mehrere Ergänzungen, unter anderem „Fische“, an denen Kameras und Greifwerkzeuge zum Meeresgrund herabgelassen werden konnten.

### Antrieb
Technisch war die größte Veränderung gegenüber der Nautilus der gewählte Reaktortyp. Statt eines konventionellen Druckwasserreaktors wurde der S2G verbaut. Dieses Kürzel steht für Submarine (S), zweite Generation (2) und den Hersteller General Electric (G). Der S2G war ein flüssigmetallgekühlter Reaktor, der als Kühlmittel Natrium einsetzte. Dieser war kleiner, leiser und leistungsfähiger als sein Druckwasser-Pendant auf der Nautilus. Drei dieser Reaktoren wurden geordert: einer für den Einsatz auf der Seawolf, einer als landbasierter Trainingsreaktor und einer als Ersatz. Die Technik konnte sich jedoch, unter anderem aus Sicherheitserwägungen und wegen ständiger technischer Probleme mit den Überhitzern, nie durchsetzen. Bereits ab 1960 lief die Seawolf daher mit einem Druckwasserreaktor des Typs S2Wa von Westinghouse. Die radioaktive Reaktorabteilung, die in der Folge aus der Seawolf entfernt worden war, wurde von der Navy in einen Edelstahl-Container eingeschweißt und 1959 circa 120 Kilometer vor der Küste Marylands in drei Kilometer tiefem Wasser verklappt.
Dieser S2Wa, eine aus Ersatzteilen des S2W gefertigte Version des auf Nautilus eingesetzten Reaktors, stattete das Schiff mit einer Leistung von rund 15.000 PS aus, die über Getriebeturbinen auf zwei Wellen wirkten. Damit erreichte die Seawolf getaucht Geschwindigkeiten von rund 20 Knoten. Auch dieser Reaktor machte in späteren Jahren mehr und mehr Probleme und war gegenüber den kurz nach dem Austausch verfügbaren S5W, wie sie ab den Booten der Skipjack-Klasse eingesetzt wurden, viel lauter. Deshalb sowie auf Grund der Rumpfform war die Seawolf das lauteste U-Boot der US-Flotte.

### Bewaffnung und Elektronik
Obwohl die Seawolf als Prototyp entworfen wurde, war sie doch voll einsatzfähig. Dazu gehörten auch sechs nach vorn gerichtete Torpedorohre mit Durchmesser 21 Zoll/53,3 cm für den Ausstoß von Torpedos. Als Sonar verwendete die Seawolf ein BQS-4, das sowohl aktiv als auch passiv andere Schiffe aufspüren konnte. Es war im Bug installiert und sendete und empfing Schall über einen aus dem Deck herausragenden „Sonarflügel“.

## Geschichte

### Planung und Bau
Die Seawolf wurde 1952 als zweites Atom-U-Boot der United States Navy in Auftrag gegeben. Sie folgte damit der kurz zuvor auf Kiel gelegten Nautilus und erhielt auch einen ähnlichen Rumpf wie diese, aber einen anderen Reaktortyp, der erstmals auf Seawolf eingesetzt wurde. Beide U-Boote dienten vorwiegend der Erprobung der neuen, atomaren Antriebstechnologie, waren aber vollständig einsatzfähig.
Am 7. September 1953 erfolgte die Kiellegung des U-Bootes, Bauwerft war die Electric Boat aus dem General-Dynamics-Konzern. Am 21. Juli 1955 war der Bau beendet, das Boot wurde vom Stapel gelassen. Taufpatin für das Boot war Elizabeth Cole, die Ehefrau von William Sterling Cole, einem Abgeordneten des Repräsentantenhauses und späterer Generaldirektor der Internationalen Atomenergieorganisation. Noch bevor sie vor ca. 20.000 Besuchern die Champagner-Flasche gegen den Bug des Bootes schlagen konnte, begann die Seawolf, die Rampe hinunterzurutschen. Erst im letzten Moment traf die Flasche den Rumpf und zerbarst. Bereits bei ersten Volllast-Testläufen traten Risse in Rohrsystemen des Dampfgenerators sowie Probleme mit den Überhitzern auf, ausgelöst durch ein Leck im Dampfgenerator, durch das das Kühlmittel, eine Legierung aus flüssigem Natrium und Kalium, austreten konnte. Dies verzögerte die Indienststellung des Bootes und begrenzte die Leistung des gesamten Antriebssystems. Erst am 30. März 1957 wurde die Seawolf offiziell in den Dienst der US Navy übernommen. Der Bau kostete insgesamt rund 53 Millionen US-Dollar (entspricht heute ungefähr 510 Millionen US-Dollar).

### Erprobungs-U-Boot
In der ersten Hälfte ihrer Dienstzeit führte die Seawolf viele Erprobungs- und Testfahrten durch, welche die Leistungsfähigkeit des neuen Antriebssystems zeigen sollten. Am 2. April begann die Seawolf ihre erste Fahrt, die sie für rund einen Monat in die Gewässer vor die Bermudas führte. Bis in den August führte sie zwei weitere Trainingsfahrten vor Key West durch und am 3. September begann die erste größere Verlegung. Bis zum 23. September nahm die Seawolf an einer NATO-Übung im Nordatlantik teil, während der das U-Boot über 6000 Meilen zurücklegte. Im November folgten weitere Übungen in der Karibik, dann bis Februar eine erste Werftüberholung. Nachdem das Boot im Februar 1958 wieder zu Wasser gelassen wurde, nahm es in den folgenden Monaten an Übungen entlang der US-Ostküste teil.
Am 7. August 1958 tauchte das U-Boot zu einer Demonstrationsfahrt unter und blieb für zwei Monate unter Wasser, in denen es 13.700 Meilen zurücklegte. Für diese Leistung wurde der Crew die Navy Unit Commendation verliehen. Im Anschluss wurde die Seawolf in ihrer Bauwerft bei Electric Boat eingedockt. In den folgenden zwei Jahren wurde der Reaktor gegen einen konventionellen Druckwasserreaktor ausgetauscht.
Am 25. Oktober 1960 begann die Seawolf erste Fahrten mit dem neuen Reaktor. Ab dem 25. Januar 1961 wurde die Seawolf eingesetzt, um das von Piraten entführte portugiesische Passierschiff Santa Maria zu lokalisieren und Kontakt zu halten. Vor Brasiliens Küste spürte die Seawolf das Schiff auf und verfolgte es einige Tage, bis sich die Piraten in Recife ergaben, woraufhin die Seawolf in heimische Gewässer zurückkehrte. Von dort führte sie eine zweimonatige Mission mit ozeanographischem Hintergrund nach Portsmouth. In den folgenden dreieinhalb Jahren blieb die Seawolf zu Übungen in lokalen Gewässern, unterbrochen im April 1963 durch die Suche nach der gesunkenen Thresher.
Im April 1964 begann die Seawolf wieder eine größere Verlegung. Zusammen mit dem Träger Enterprise und den Atomkreuzern Long Beach und Bainbridge bildete das U-Boot die Nuclear Task Force One, die erste nur aus atomgetriebenen Schiffen bestehende Kampfgruppe der Geschichte. Nach der Abfahrt der Seawolf begannen die drei Überwassereinheiten mit einer Weltumkreisung in der Operation Sea Orbit. Das folgende Jahr blieb die Seawolf in heimischen Gewässern und dockte am 5. Mai 1965 in die Portsmouth Naval Shipyard ein, wo der Kernbrennstoff erneuert und das U-Boot nach SUBSAFE zertifiziert wurde. Im September 1966 wurde es wieder zu Wasser gelassen. Nach einem Jahr Testfahrten ging das Boot wieder der Flotte zu, wo sie weitere Test- und Übungsfahrten durchführte. Nach der notwendigen Ersetzung eines Propellers in der Charleston Naval Shipyard im Oktober 1967 führte sie weitere Tests bei den Bahamas durch.
Im Januar 1968 bereitete die Seawolf sich im Golf von Maine auf eine geplante NATO-Übung im Mittelmeer vor. Bei hoher Geschwindigkeit lief sie dabei jedoch gegen einen unterseeischen Berg und beschädigte ihr Heck stark. Die notwendigen Reparaturen setzten das Boot bis in den März 1969 außer Gefecht; statt der Seawolf wurde die marode Scorpion entsandt, die auf der Rückkehr von dieser Fahrt sank. 1968 wurde die Seawolf als second-line submarine eingestuft, also nicht mehr an der Front eingesetzt. Grund hierfür waren der relativ schlechte Zustand und vor allem der hohe Geräuschpegel des Bootes. Bis in den Spätsommer 1969 folgten auf die Reparatur wiederum Test- und Erprobungsfahrten, die letzten drei Monate des Jahres verbrachte die Seawolf im Mittelmeer.

### Spezialoperationen

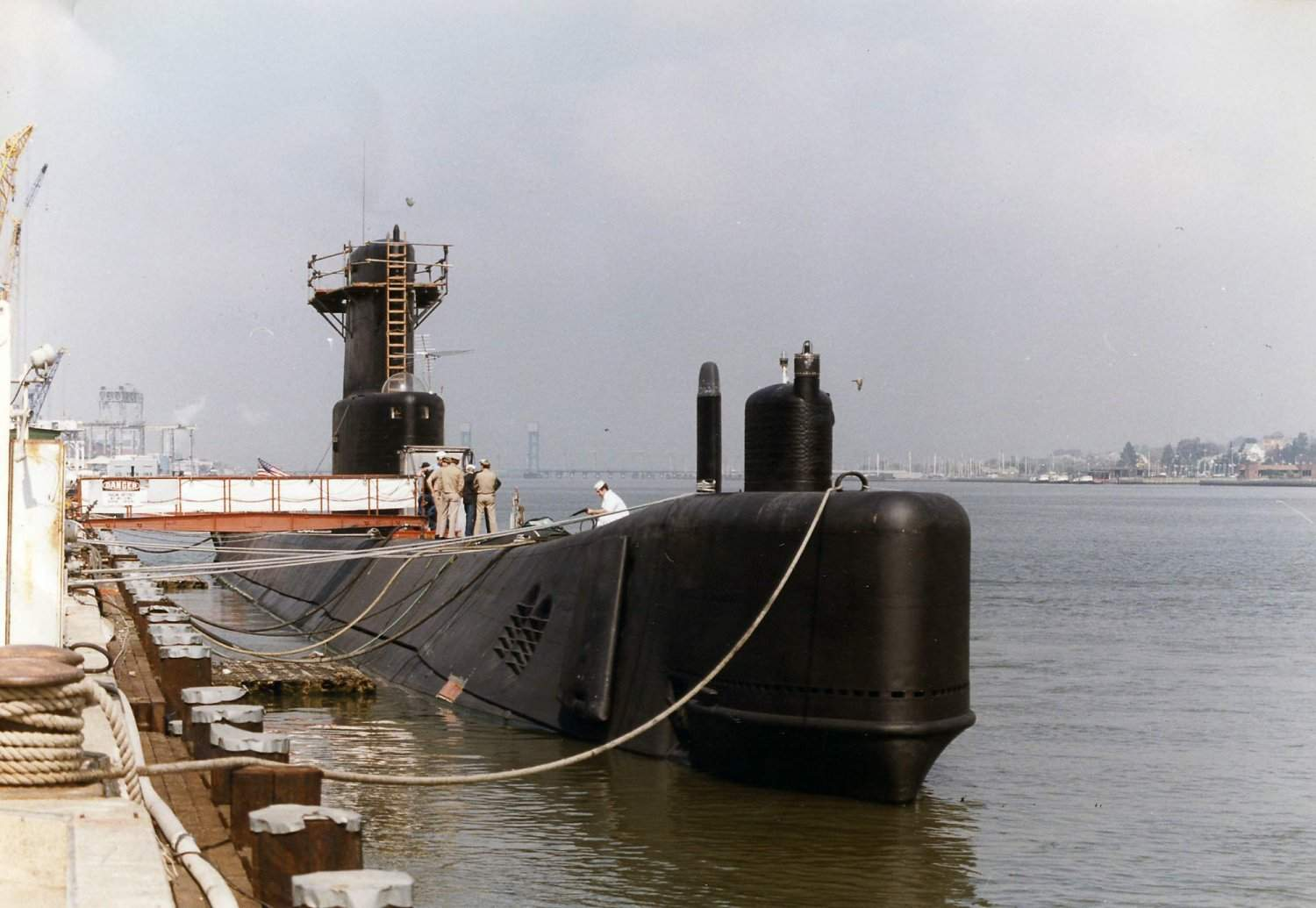
Seawolf 1984 an der Pier. Gut zu sehen der Sonarflügel auf dem Bug

Ende 1970 wurde das Boot schließlich aus dem Atlantik in den Pazifik verlegt. Auf dem Weg, als sich das Boot südlich von Kuba befand, fiel der Antrieb aus, die Seawolf tauchte manövrierunfähig auf. Der Zerstörer USS Blandy (DD-943) nahm das U-Boot in Schlepp. Nachdem das Problem im Maschinenraum behoben worden war, drehte die Blandy ab, die Seawolf lief unter eigener Kraft den Marinestützpunkt in Guantánamo Bay an. Später erreichte die Seawolf dann wie geplant den Pazifik. Dort wurde sie Anfang 1971 in der Mare Island Naval Shipyard überholt und für Spezialoperationen ausgerüstet. Bis Mitte 1973 lag das Boot in der Werft und wurde dann in Bangor, Washington stationiert. Sie wurde trotz ihres schlechten Zustandes ausgewählt, da die Navy keines ihrer neueren U-Boote vom Frontdienst abziehen wollte, für die alte, laute Seawolf hingegen ohnehin keine rechte Verwendung mehr hatte. Sie war neben der USS Halibut das zweite Boot für Spezialoperationen.
Ende 1974 wurde die Seawolf, ausgerüstet mit speziellen Kameras die auf den Meeresgrund hinabgelassen werden konnten, zum Unglücksort des sowjetischen U-Bootes K-129 geschickt. Die heimliche Bergung des Bootes durch die Hughes Glomar Explorer im  Azorian-Projekt, betrieben von der CIA, war Mitte des Jahres größtenteils gescheitert und nun wollten die USA in Erfahrung bringen, ob ein zweiter Versuch lohnend sein könnte. Die nicht geborgenen Wrackteile waren aber in weitem Umkreis verstreut und ein erneuter Bergungsversuch unmöglich. In den folgenden Jahren partizipierte die Seawolf an der Operation Ivy Bells und erneuerte mehrfach Abhöranlagen an unterseeischen Kommunikationskabeln der sowjetischen Marine im Ochotskischen Meer, die dort 1972 von der Halibut angebracht worden waren. Die Seawolf tauschte die Bänder aus und brachte die Aufnahmen zur Auswertung zurück in die Vereinigten Staaten. Trotz ihres schlechten Zustandes und obwohl die Flotte mit der Parche ein neues U-Boot für Spezialoperationen erhalten hatte, wurde die Seawolf ab 1978 noch einmal überholt und mit neuem Kernbrennstoff ausgerüstet, wofür die Navy 80 Millionen US-Dollar aufwandte.
Nachdem die Seawolf 1980 wieder fuhr, brach auf einer Testfahrt ein Feuer im Maschinenraum aus, das das Boot zum Auftauchen und Öffnen der Luken zwang. Danach musste das U-Boot für ein weiteres Jahr ins Trockendock. Die nächste Fahrt führte das Boot wiederum ins Ochotskische Meer, wo zu Beginn erfolgreich die Abhöranlage mit neuem Bandmaterial ausgestattet und das alte an Bord genommen wurde. Das Boot wurde bei dieser Operation beschädigt, erreichte jedoch aus eigener Kraft heimische Gewässer und wurde erneut ins Trockendock gebracht, um die Schäden zu beheben. Kurze Zeit später wurde die Lausch-Operation durch den in der NSA sitzenden Spion Ronald Pelton verraten.
Nachdem dies geschehen war, wurde die Seawolf ab 1984 nur noch eingesetzt, um etwa Raketenfragmente auf offener See zu lokalisieren und gegebenenfalls zu bergen. Ein Einsatz nahe sowjetischen Gewässern, vor allem das nach wie vor durchgeführte Anzapfen von Unterwasserkabeln in der Barentssee, wurde auf Grund des schlechten Zustandes und des lauten Antriebssystems von da an unterlassen. 1987 wurde die Seawolf schließlich nach 30 Jahren außer Dienst gestellt. Sie wurde in die Puget Sound Naval Shipyard gebracht und blieb dort bis zur Zerlegung 1997 vertäut.